# Litevská fotbalová soutěž 1927
Šestý ročník Lietuvos futbolo varžybos (Litevská fotbalová soutěž) se hrál za účastí již nově se šestnácti kluby.
Šestnáct klubů bylo rozděleno do tří skupin a vítězové své skupiny se utkaly o titul. Titul získal LFLS Kaunas a slavil tak již třetí titul ve své klubové historie.